# 平津地区
平津地区，是指在中華民國时期，北平市（现北京市）与天津市的合称，现在已经不再使用，而是使用“京津”这个词来指该地区。
- 參見：平津會戰。